# Park Narodowy Leuser
Park Narodowy Leuser – park narodowy położony w Indonezji, w północno-zachodniej części Sumatry. Został założony w 1980 roku. Powierzchnia 7927 km². Zajmuje górskie tereny, rozczłonkowane głębokimi dolinami należącymi do dorzecza rzek Alas i Kruet. W krajobrazie dominują potężne masywy gór Leuser (3381 m n.p.m.) i Kemiri (3314 m n.p.m.). W parku występuje piętrowość roślinna – wilgotny las równikowy powyżej 1500 m n.p.m. przechodzi w wilgotny las górski. Wyżej rosną niskie lasy iglaste oraz zbiorowiska trawiaste. Charakteryzuje się bogactwem flory i fauny. Park jest ostoją dla zagrożonego wyginięciem nosorożca sumatrzańskiego. Żyje tu także 246 gatunków gadów i płazów, 320 gatunków ptaków i 176 ssaków, m.in.: tapir malajski, jeleń mundżak, słoń indyjski, wydra, liczne gatunki małp (orangutany sumatrzańskie, siamangi, langury, gibbony białorękie, makaki), a z drapieżników – tygrys sumatrzański, lampart i niedźwiedź malajski. Od 1981 roku jest rezerwatem biosfery UNESCO.